# Johnny du Plooy
Johnny du Plooy (Gauteng, 27 september 1964 – Primrose on the East Rand, Zuid-Afrika, 12 april 2013) was een Zuid-Afrikaans bokser die uitkwam in de zwaargewichtklasse.
Du Plooy debuteerde in het professionele boksen in 1985 en versloeg 17 tegenstanders. Na een verlies tegen wereldkampioen Mike Weaver stopte Du Plooy tijdelijk maar in 1989 maakte hij een comeback en versloeg hij Weaver. Datzelfde jaar streed hij samen met Francesco Damiani om de WBO wereldtitel zwaargewichten, maar hij verloor deze wedstrijd. Na deze wedstrijd bokste hij nog 15 wedstrijden en besloot zijn carrière in 1997 definitief te stoppen na een laatste winstpartij. In totaal behaalde Du Plooy 27 overwinningen in 33 bokswedstrijden.
Du Plooy overleed op 48-jarige leeftijd. Hij had enkele maanden voor zijn dood een hartaanval gehad en leed al geruime tijd aan hartproblemen.